# Diskografie Leonarda Cohena
Toto je diskografie kanadského hudebníka Leonarda Cohena. Během své hudební kariéry v letech 1967 až 2016 vydal celkem čtrnáct studiových a osm koncertních alb. Až na jednu výjimku vydala všechna jeho alba společnost Columbia Records.

## Studiová alba
| Rok  | Název a podrobnosti                                                                       |
| ---- | ----------------------------------------------------------------------------------------- |
| 1967 | Songs of Leonard Cohen - Vydáno: 27. prosince 1967 - Vydavatelství: Columbia Records      |
| 1969 | Songs from a Room - Vydáno: 7. dubna 1969 - Vydavatelství: Columbia Records               |
| 1971 | Songs of Love and Hate - Vydáno: 19. března 1971 - Vydavatelství: Columbia Records        |
| 1974 | New Skin for the Old Ceremony - Vydáno: 11. srpna 1974 - Vydavatelství: Columbia Records  |
| 1977 | Death of a Ladies' Man - Vydáno: 13. listopadu 1977 - Vydavatelství: Warner Bros. Records |
| 1979 | Recent Songs - Vydáno: 27. září 1979 - Vydavatelství: Columbia Records                    |
| 1984 | Various Positions - Vydáno: 11. prosince 1984 - Vydavatelství: Columbia Records           |
| 1988 | I'm Your Man - Vydáno: 2. února 1988 - Vydavatelství: Columbia Records                    |
| 1992 | The Future - Vydáno: 24. listopadu 1992 - Vydavatelství: Columbia Records                 |
| 2001 | Ten New Songs - Vydáno: 9. října 2001 - Vydavatelství: Columbia Records                   |
| 2004 | Dear Heather - Vydáno: 26. října 2004 - Vydavatelství: Columbia Records                   |
| 2012 | Old Ideas - Vydáno: 31. ledna 2012 - Vydavatelství: Columbia Records                      |
| 2014 | Popular Problems - Vydáno: 22. září 2014 - Vydavatelství: Columbia Records                |
| 2016 | You Want It Darker - Vydáno: 21. října 2016 - Vydavatelství: Columbia Records             |

## Koncertní alba
| Rok  | Název a podrobnosti                                                                                    |
| ---- | --- |
| 1973 | Live Songs - Vydáno: 1. dubna 1973 - Vydavatelství: Columbia Records                                   |
| 1994 | Cohen Live - Vydáno: 28. června 1994 - Vydavatelství: Sony                                             |
| 2001 | Field Commander Cohen: Tour of 1979 - Vydáno: 20. února 2001 - Vydavatelství: Columbia Records         |
| 2009 | Live in London - Vydáno: 31. března 2009 - Vydavatelství: Columbia Records                             |
| 2009 | Live at the Isle of Wight 1970 - Vydáno: 20. října 2009 - Vydavatelství: Columbia Records              |
| 2010 | Songs from the Road - Vydáno: 14. září 2010 - Vydavatelství: Columbia Records                          |
| 2014 | Live in Dublin - Vydáno: 2. prosince 2014 - Vydavatelství: Columbia Records                            |
| 2015 | Can't Forget: A Souvenir of the Grand Tour - Vydáno: 12. května 2015 - Vydavatelství: Columbia Records |

## Kompilační alba
| Rok  | Název a podrobnosti                                                                                    |
| ---- | --- |
| 1975 | The Best of Leonard Cohen - Vydáno: listopad 1975 - Vydavatelství: Columbia Records                    |
| 1980 | Liebesträume – Leonard Cohen singt seine schönsten Lieder - Vydáno: prosinec 1980 - Vydavatelství: CBS |
| 1989 | So Long, Marianne - Vydáno: 1989 - Vydavatelství: Columbia Records                                     |
| 1997 | More Best of Leonard Cohen - Vydáno: 7. října 1997 - Vydavatelství: Columbia Records                   |
| 2002 | The Essential Leonard Cohen - Vydáno: 22. října 2002 - Vydavatelství: Columbia Records                 |
| 2008 | The Collection - Vydáno: 27. června 2008 - Vydavatelství: Columbia Records                             |

## Box sety
| Rok  | Název a podrobnosti                                                                              |
| ---- | ------------------------------------------------------------------------------------------------ |
| 2011 | The Complete Studio Albums Collection - Vydáno: 10. října 2011 - Vydavatelství: Columbia Records |